# Монтедуро, Габриэлла
Габриэлла Монтедуро (итал. Gabriella Monteduro, род. 6 февраля 1970 года, Турин, область Пьемонт, Италия) — итальянская шорт-трекистка. Она участвовала в Зимних Олимпийских играх 1988 года. Двукратная бронзовый призёр чемпионатов мира.

## Спортивная карьера
Габриэлла Монтедуро начала тренироваться в шорт-треке в возрасте 8-ми лет, когда её мама на этом настояла. До этого Габриэлла пробовала себя в других видах спорта, но именно шорт-трек ей очень понравился. На международном уровне она стартовала в сезоне 1986/87 годов, и участвовала на чемпионате мира в Монреале, где взяла бронзу в эстафете с Кристиной Шиоллой, Марией Розой Кандидо и Барбарой Муссио.
На Олимпийских играх в Калгари, где шорт трек был демонстрационным видом спорта, Габриэлла участвовала на всех дистанциях, но лучшее 14 место заняла на дистанции 3000 метров, а вот в эстафете Италия оказалась выше и Канады и Японии и заняла 1-е место в том же составе, что и на ЧМ 1987 года.
Через год на чемпионате мира в Солихалле Габриэлла Монтедуро заняла 31 место в общем зачёте и 4-е в эстафете.
В 1991 году в Сиднее она вновь в эстафете выиграла бронзовую медаль, после чего завершила свою карьеру в 22 года.

## Карьера тренера
После нескольких лет вне спорта Габриэлла вновь одела коньки и стала тренером. Она посещала все учебные курсы FISG. С 2017 года она тренирует юниорскую сборную Италии. В настоящее время отвечает за проект «спортсмен высокого уровня» для комитета по физической культуре и спорту по подготовке спортсменов, представляющих национальный интерес.